# Nygårdsgölen (Skirö socken, Småland)
Nygårdsgölen är en sjö i Vetlanda kommun i Småland och ingår i Emåns huvudavrinningsområde. Sjön är 6,5 meter djup, har en yta på 0,04 kvadratkilometer och befinner sig 162,9 meter över havet.